# United States Constabulary

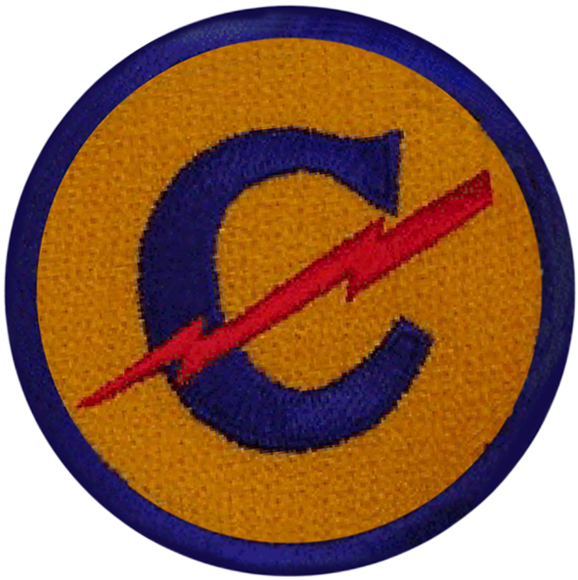
Ärmelabzeichen der United States Constabulary

Die United States Constabulary (vgl. Konstabler) war eine von 1946 bis 1952 bestehende Polizeitruppe der US Army in Form einer Gendarmerie.
Ihre Aufgabe war, nach dem Zweiten Weltkrieg die Ordnung in den amerikanischen Besatzungszonen Deutschlands und Österreichs sowie den Viersektorenstädten aufrechtzuerhalten. Dabei existierte sie neben den jeweils eigenen Abteilungen der Militärpolizei, die die Waffengattungen der amerikanischen Streitkräfte unterhielten. Die Dislozierung zeigt, dass die zerstörten Großstädte – mit Ausnahme von Berlin und München – gemieden wurden und die US-Constabulary im ländlichen Raum und entlang der Ostgrenze der Zone stationiert wurde.
Die United States Constabulary umfasste bis zu 38.000 Mann. Das Hauptquartier befand sich zunächst in Bamberg, dann in Heidelberg später in Stuttgart-Vaihingen. Sie wurde 1952 endgültig von der föderal organisierten deutschen Polizei abgelöst. Ein Teil der Ausbildungseinheit war bis 1948 in Sonthofen in der späteren Generaloberst-Beck-Kaserne der Bundeswehr untergebracht.
Das Motto der Constabulary war „Mobility, Vigilance, Justice“ (zu deutsch etwa Beweglichkeit, Wachsamkeit, Recht/Gerechtigkeit). Ihr erster Kommandant war Major General Ernest N. Harmon, der zuvor unter anderem die 1. US-Panzerdivision befehligt hatte.

## Organisation und Gliederung
| STUTTGART-VAIHINGEN HQ USCON 1948-1950 |

| Rothwesten (1947) |

| Fritzlar |

| Marburg (1947) |

| Bad Hersfeld |

| Weilburg (1947) |

| Büdingen (1947) |

| Augsburg-Gablingen |

| 1 |

| 6 |

| 2 |

| Karlsruhe-Knielingen (1949) |

| 3 |

| Hessental (1948) |

| Berlin |

| HEIDELBERG HQ USCON 1947-1948 |

| Darmstadt (1948) |

| Schwabach (1949) |

| Weiden |

| Fulda (1947) |

| Wiesbaden-Biebrich |

| Kitzingen (1947) |

| Hammelburg (1947) |

| Bayreuth (1947) |

| Straubing (1948) |

| Coburg (1950) |

| Hof (1947) |

| München |

| 4 |

| Füssen (1947) |

| 5 |

| Deggendorf |

| BAMBERG HQ USCON 1946-1947 |

| Schweinfurt |

| Freising (1947) |

| Lenggries (1947) |

| Degerndorf (1947) |

| Regensburg (1947) |

| Passau (1947) |

| Landshut (1948) |

| Sonthofen (1948) |

| Salzburg (1949) |

| Hörsching (1949) |

| Einheit           | 1. Juli 1946                                       | 1. September 1947                                    | 3. Januar 1949                                       | Bemerkungen |  |
| ----------------- | -------------------------------------------------- | ---------------------------------------------------- | ---------------------------------------------------- | --- |  |
| HQ US CON         | Bamberg, Warner Barracks                           | Heidelberg, Patton Barracks                          | Stuttgart-Vaihingen, Patch Barracks                  | aus HQ VI (US) Corps aufgestellt, am 10. Februar 1946 von Esslingen am Neckar nach Bamberg verlegt, einsatzbereit 1. Juli 1946, 2. Februar 1947 → Heidelberg, 1. Februar 1948 → Vaihingen, außer Dienst gestellt 24. November 1950 |  |
| 1st CON Brigade   | Wiesbaden-Biebrich, Camp Pieri                     | Biebrich, Camp Pieri                                 | Biebrich, Camp Pieri                                 | außer Dienst gestellt 24. November 1950 |  |
| 1st CON Regiment  | Rothwesten, Rothwesten Kaserne                     | Rothwesten, Rothwesten Kaserne                       |                                                      | außer Dienst gestellt 20. September 1947 |  |
| 11th CON Squadron | Rothwesten, Rothwesten Kaserne                     | Fritzlar, Fritzlar Kaserne                           |                                                      | außer Dienst gestellt 20. September 1947 in Fritzlar |  |
| 12th CON Squadron | Marburg, Miller Barracks                           | Marburg, Miller Barracks                             |                                                      | außer Dienst gestellt 20. September 1947 |  |
| 91st CON Squadron | Bad Hersfeld, McPheeters Barracks                  | 22nd CON Squadron, Bad Hersfeld, McPheeters Barracks | 24th CON Squadron, Bad Hersfeld, McPheeters Barracks | 1. September 1947 → 22nd CON Sqn, 20. Mai 1949 → 24th CON Sqn, außer Dienst gestellt 1. Juli 1951 |  |
| 3rd CON Regiment  | Wetzlar, Lloyd Barracks                            | Wetzlar, Lloyd Barracks                              |                                                      | außer Dienst gestellt 20. September 1947 |  |
| 37th CON Squadron | Weilburg, Sadowski Barracks                        | Weilburg, Sadowski Barracks                          |                                                      | außer Dienst gestellt 20. September 1947 |  |
| 68th CON Squadron | Büdingen, Armstrong Barracks                       | Augsburg-Gablingen, Sheridan Barracks                | 3rd Bn 2nd ACR, Gablingen, Sheridan Barracks         | 20. September 1947 → Gablingen, 20. Dezember 1948 → 3rd Bn 2nd ACR, 1. Oktober 1951 → Amberg, Pond Barracks |  |
| 81st CON Squadron | Fulda, Downs Barracks                              | Fulda, Downs Barracks                                |                                                      | 1. Mai 1946 Bad Mergentheim, Deutschorden-Kaserne → Fulda, außer Dienst gestellt 20. September 1947 |  |
| 15th CON Regiment | Weinheim                                           | Mannheim-Seckenheim, Hammond Barracks                |                                                      | 1. Januar 1947 → Seckenheim, außer Dienst gestellt 20. Dezember 1948 |  |
| 1st CON Squadron  | Karlsruhe-Knielingen, Smiley Barracks              | Knielingen, Smiley Barracks                          | 2nd Bn 14th ACR, Schweinfurt, Conn Barracks          | 20. Dezember 1948 → 2nd Bn 14th ACR, 1. Januar 1949 → Schweinfurt, 1. Mai 1951 → Bad Kissingen, Daley Barracks |  |
| 14th CON Squadron | Darmstadt, Kelley Barracks                         | Böblingen, Panzer Kaserne                            |                                                      | außer Dienst gestellt 20. Dezember 1948 |  |
| 15th CON Squadron | Schwetzingen, Tompkins Barracks                    | Hessental, Dolan Barracks                            |                                                      | außer Dienst gestellt 15. Dezember 1948, → 70th FA Bn |  |
| 3rd CON Brigade   | Stuttgart-Bad Cannstatt, Wallace Barracks          | Bad Cannstatt, Wallace Barracks                      |                                                      | außer Dienst gestellt 20. September 1947 |  |
| 14th CON Regiment | Kitzingen, Harvey Barracks                         | Fritzlar, Fritzlar Kaserne                           | 14th ACR, Fritzlar, Fritzlar Kaserne                 | unter 1st CON Bde 1. Juli 1947 → Fritzlar, 20. Dezember 1948 → HQ Co 14th ACR, 1. Januar 1951 → Fulda, Downs Barracks |  |
| 10th CON Squadron | Kitzingen, Harvey Barracks                         | Fritzlar, Fritzlar Kaserne                           | 1st Bn 14th ACR, Fritzlar, Fritzlar Kaserne          | 1. Juli 1947 → Fritzlar um 11th CON Sqn zu ersetzen, 20. Dezember 1948 → 1st Bn 14th ACR, 1. August 1951 → Fulda, Downs Barracks                                                                                                   |  |
| 22nd CON Squadron | Hammelburg, Camp Clarke                            | Bad Hersfeld, McPheeters Barracks                    | Bad Hersfeld, McPheeters Barracks                    | 1. Juli 1947 ersetzt 91st CON Sqn, 20. Mai 1949 in 24th CON Sqn umbenannt, außer Dienst gestellt 1. Juli 1951 |  |
| 27th CON Squadron | Schweinfurt, Conn Barracks                         | Darmstadt, Kelley Barracks                           |                                                      | 1. Juli 1947 ersetzt 14th CON Sqn, außer Dienst gestellt 15. Dezember 1948 |  |
| 6th CON Regiment  | Bayreuth, Hagan Barracks, Bamberg, Warner Barracks | Schweinfurt, Conn Barracks                           | 6th ACR, Straubing, Mansfield Barracks               | 21. Februar 1947 → Bamberg, unter 2nd CON Bde 22. August 1947 → Schweinfurt, 20. Dezember 1948 HQ Co 6th ACR |  |
| 6th CON Squadron  | Coburg, Camp Harris                                | Coburg, Camp Harris                                  | 3rd Bn 14th ACR, Coburg, Camp Harris                 | 20. Dezember 1948 → 3rd Bn 14th ACR, 1. Dezember 1950 → Friedberg, Ray Barracks, 1. Juni 1951 → Bad Hersfeld, McPheeters Barracks                                                                                                  |  |
| 13th CON Squadron | Bamberg, Warner Barracks                           | Bamberg, Warner Barracks                             |                                                      | Unterstellung unter 10th CON Regt aufgehoben am 23. Juni 1946, zunächst in Bayreuth stationiert, 1947 → Bamberg, außer Dienst gestellt 20. September 1947                                                                          |  |
| 28th CON Squadron | Hof, Camp Kingsley                                 | Schweinfurt, Conn Barracks                           |                                                      | außer Dienst gestellt 20. Dezember 1948 |  |
| 53rd CON Squadron | Schwabach, O’Brien Barracks                        | Schwabach, O’Brien Barracks                          | 15th CON Sqn, Weiden, Orsbon Barracks                | 20. Mai 1949 → 15th CON Sqn, außer Dienst gestellt 1. Juli 1951 |  |
| 10th CON Regiment | Stuttgart-Möhringen, Kelley Barracks               | Möhringen, Kelley Barracks                           |                                                      | außer Dienst gestellt 20. September 1947 |  |
| 71st CON Squadron | Hessental, Camp Dolan                              | 15th CON Sqn, Hessental, Camp Dolan                  | 3rd Bn 6th ACR, Deggendorf, Pirie Barracks           | 1. Juni 1947 umbenannt in 15th CON Sqn, 20. Dezember 1948 → 3rd Bn 6th ACR, 1951 → Regensburg, Fort Skelly |  |
| 72nd CON Squadron | Böblingen, Panzer Kaserne                          | 14th CON Sqn, Böblingen, Panzer Kaserne              |                                                      | 1. September 1947 umbenannt in 14th CON Sqn, außer Dienst gestellt 20. Dezember 1948 |  |
| 2nd CON Brigade   | München, Jensen Barracks                           | München, Jensen Barracks                             | München, Jensen Barracks                             | außer Dienst gestellt 15. Dezember 1952 |  |
| 2nd CON Regiment  | Freising, Vimy-Kaserne                             | Freising, Vimy-Kaserne                               |                                                      | außer Dienst gestellt 20. September 1947 |  |
| 2nd CON Squadron  | Lenggries, Prinz Heinrich Kaserne                  | Lenggries, Prinz Heinrich Kaserne                    |                                                      | außer Dienst gestellt 20. September 1947 |  |
| 42nd CON Squadron | Freising, Artillerie-Kaserne                       | Freising, Artillerie-Kaserne                         |                                                      | außer Dienst gestellt 20. September 1947 |  |
| 66th CON Squadron | Degerndorf, Fort May                               | Degerndorf, Fort May                                 |                                                      | außer Dienst gestellt 20. Dezember 1948 |  |
| 5th CON Regiment  | Augsburg-Gablingen, Sheridan Barracks              | 2nd CON Regt, Gablingen, Sheridan Barracks           | 2nd ACR, Gablingen, Sheridan Barracks                | 20. September 1947 → 2nd CON Regt, 20. Dezember 1948 → HQ Co 2nd ACR, 1. Oktober 1951 → Nürnberg, Merrell Barracks |  |
| 35th CON Squadron | Füssen, Barnette Barracks                          | 42nd CON Sqn, Gablingen, Sheridan Barracks           | 2nd Bn 2nd ACR, Gablingen, Sheridan Barracks         | 20. September 1947 → 42nd CON Sqn, 20. Dezember 1948 → 2nd Bn 2nd ACR, 1. Oktober 1951 → Bamberg, Warner Barracks |  |
| 74th CON Squadron | Gablingen, Sheridan Barracks                       | 2nd CON Sqn, Gablingen, Sheridan Barracks            | 1st Bn 2nd ACR, Gablingen, Sheridan Barracks         | 20. September 1947 → 2nd CON Sqn, 20. Dezember 1948 → 1st Bn 2nd ACR, 1. Oktober 1951 → Bindlach, Christensen Barracks |  |
| 11th CON Regiment | Regensburg, Fort Skelly                            | Straubing, Mansfield Barracks                        |                                                      | außer Dienst gestellt 20. Dezember 1948 |  |
| 8th CON Squadron  | Deggendorf, Pirie Barracks                         | Deggendorf, Pirie Barracks                           |                                                      | Unterstellung unter 11th CON Regt aufgehoben, außer Dienst gestellt 20. September 1947 |  |
| 25th CON Squadron | Regensburg, Fort Skelly                            | Straubing, Mansfield Barracks                        | 1st Bn 6th ACR, Straubing, Mansfield Barracks        | 20. Dezember 1948 → 1st Bn 6th ACR |  |
| 51st CON Squadron | Passau, Maybach Air Strip                          | Landshut, Pinder Barracks                            | 2nd Bn 6th ACR, Landshut, Pinder Barracks            | 20. Dezember 1948 → 2nd Bn 6th ACR |  |
| 94th CON Squadron | Weiden, Orsbon Barracks                            | Regensburg, Fort Skelly                              | Weiden, Orsbon Barracks                              | außer Dienst gestellt 20. Mai 1949 |  |
| 4th CON Regiment  | Salzburg, Camp Truscott                            |                                                      |                                                      | keiner Brigade unterstellt, außer Dienst gestellt 15. Februar 1949 |  |
| 4th CON Squadron  |                                                    | Linz                                                 | Hörsching                                            | außer Dienst gestellt 15. Februar 1949 |  |
| 16th CON Squadron | Berlin, Oliver Barracks                            | Berlin, McNair Barracks                              | Berlin, McNair Barracks                              | außer Dienst gestellt 27. November 1950 |  |
| 24th CON Squadron |                                                    | Linz                                                 | Hörsching                                            | außer Dienst gestellt 15. Februar 1949, 20. Mai 1949 wird 22nd CON Sqn (Bad Hersfeld) in 24th CON Sqn umbenannt |  |
| US CON School     | Sonthofen, Burg Kaserne                            | Sonthofen, Burg Kaserne                              |                                                      | Aufnahme von 7719th Theater School (Special) aus Mannheim-Seckenheim und Theater Military Police School aus Nellingen am 20. Januar 1947, außer Dienst gestellt 15. Juni 1948                                                      |  |

## Abkürzungen
| Abkürzung | Text                     |
| --------- | ------------------------ |
| ACR       | Armored Cavalry Regiment |
| Bde       | Brigade                  |
| Bn        | Battalion                |
| Co        | Company                  |
| CON       | Constabulary             |
| FA        | Field Artillery          |
| HQ        | Headquarters             |
| Regt      | Regiment                 |
| Sqn       | Squadron                 |